# Еналягма чашоносна
Еналягма чашоносна (Enallagma cyathigerum) — вид бабок родини стрілкових (Coenagrionidae).

## Поширення
Вид поширений в Європі, Марокко, Західній, Середній та Східній Азії, в Північній Америці. Присутній у фауні України. Трапляється на різноманітних прісноводних об'єктах.

## Опис
Дрібна бабка завдовжки 29—36 мм, черевце 22—28 мм, заднє крило 18—21 мм. Голова широка. На потилиці є дві світлі плями. Задній край передньогрудей закруглений або майже плоский. Верхня частина другого бічного шва грудей має чорну пляму або коротку смужку. Крила прозорі, птеростигма одноколірна, темна, вузька, рівна 1 ланці. Ноги чорні або темно-сірі.
Забарвлення самця блакитне, з чорним малюнком. Передні сегменти черевця повністю блакитні, з чорною серцеподібною плямою в задній частині. На двох середніх сегментах чорні плями довгасті. Темний малюнок на II сегменті черевця самця зверху утворений з Т-подібної плями з закругленими боками. Кінець черевця блакитний, крім хвостових придатків. Нижні анальні придатки довше верхніх.
Забарвлення самиць мінлива, може бути зелене, червонувато-коричневе або блакитне як у самців. На відміну від самців, у них на кожному черевному сегменті є довгаста чорна пляма. На VIII стерніті черевця перед яйцекладом є шип.

## Спосіб життя
Імаго трапляються з травня по серпень. Живуть поблизу прісних водойм з водною рослинністю. Яйця самиця відкладає на поверхню рослин трохи нижче рівня води. Личинки, так звані німфи, живуть у воді і харчуються дрібними водними тваринами.